# 周友亚
周友亚（1963年4月—），湖北孝感人，中国人民武装警察部队中将。
1979年参加中国人民解放军，曾参加中越边境作战。曾任陆军54集团军127师师长。2013年任陆军第20集团军副军长。2017年3月，任陆军第78集团军副军长。同年12月，升任东部战区陆军参谋长。2021年3月，升任武警部队参谋长。2023年1月，卸任武警部队参谋长，任副司令员。
2013年12月晋升少将军衔，2021年3月晋升中将警衔。